# Exyston austelli
Exyston austelli är en stekelart som beskrevs av Mason 1959. Exyston austelli ingår i släktet Exyston och familjen brokparasitsteklar. Inga underarter finns listade i Catalogue of Life.